# Gabriel Forss
Ernst Carl Gabriel Daniel Forss, född 17 april 1974 i Katrineholm, är en svensk sångare och körledare.
Gabriel Forss slog igenom i Melodifestivalen 1997 då var han tidigare som medlem i gruppen Blond vann med bidraget Bara hon älskar mig. I Eurovision Song Contest 1997 slutade de på en fjortondeplats. Han deltog i kören bakom Charlotte Nilsson då hon vann Eurovision Song Contest 1999.
Sommaren 2009 ledde Gabriel Forss "Allsång på St. Djulö" i Katrineholm med gästartister som Magnus Carlsson och Carola Häggkvist. Förfest hos Gabriel var ett SVT-program från 2007 där Forss bjöd in gäster och publiken att sjunga allsång tillsammans med kören One Voice som han bildade 1994. Han var under våren 2010 expertkommentator i tv-programmet Körslaget 2010 och under våren 2011 deltog han i programmet med en egen kör. Han slutade på andra plats. Han har även varit sångcoach i Fame Factory i TV3. Den 8 maj 2014 uppträdde Forss och hans kör på säsongsavslutningen till Malou efter tio på TV4.
År 2012 släppte Gabriel Forss sin första bok Äntligen, en självbiografi som handlar om att vara kristen och komma ut som homosexuell. Året därpå började han föreläsa utifrån boken och lyfte fram ämnen som panikångest, utanförskap, konsten att förena yrkesrollen med sin privata roll, entreprenörskap och att hitta sig själv.